# 川越市立砂中学校
川越市立砂中学校（かわごえしりつ すなちゅうがっこう）は、埼玉県川越市砂にある公立中学校。

## 概要
1981年（昭和56年）4月、高階、岸町、南古谷地区の人口急増に伴い、川越市の高階中学校、城南中学校、東中学校から分離され、川越市砂に1・2年生のみの8学級で開校された。一、三学年は４クラス編成。二学年のみ３クラス編成。(2025/4/10)
特色ある教育活動としては、地域の有識者等を講師に招聘し、地域を知る体験学習講座「樫の木祭」がある。樫の木祭では、全生徒が開設された講座に所属し、教師と共に学習する。

### 校歌
- 作詞：宮沢章二[2]
- 作曲：荻久保和明][2]

校歌には「砂のいのち」「砂のちから」という歌詞の部分があり、開校当時の書類には、砂のいのちは「花」、砂のちからは、「緑」であると記されていたとされることから、開校10周年の事業として「花時計」が完成し、学校のシンボルとなっている。また、川越市内では初のノーチャイムで教育活動が展開される中学校となっており、これらを教育の中核に位置づけて定めた「花と緑とノーチャイム」の合言葉が伝統となっている。

### 校章
校章の図柄は、生徒と職員へ公募して作られたもので、上部のV字は世界へ羽ばたく雁を表し、周囲の3本線は知、徳、体または、学区内を流れる新河岸川、入間川、荒川を表している。中央部にはデザイン化した「砂」の文字を背景に「中」の文字をあしらい、下部の2枚の葉は県木のケヤキの若葉であり、大樹に成長していく生徒への教育の願いが込められている。

## 歴史
- 1981年（昭和56年）4月1日 - 砂中学校創設[4]
- 1981年（昭和56年）11月15日 - 校章の制定を記念し、開校記念日とする[4]
- 1981年（昭和56年）11月27日 - 開校記念式典、プール、体育館、技術科棟完成[4]
- 1983年（昭和58年）3月10日 - 玄関前に樫の木植樹
- 1989年（平成元年）9月8日 - 武道場完成[4]
- 1989年（平成元年）11月13日 - 開校10周年記念事業として花時計 を設置[4]
- 1991年（平成3年）10月1日 - コンピュータ室完成[4]
- 1997年（平成9年）2月20日 - 受水層取替え工事完了
- 1997年（平成9年）5月1日 - さわやか相談室開設[4]
- 2000年 （平成12年）11月8日 - 太陽光発電装置設置[4]
- 2000年（平成12年）11月18日 - 開校20周年記念式典[4]
- 2002年（平成14年）3月31日 - 武道場渡り廊下工事完了
- 2006年（平成18年）1月10日 - プール目隠しフェンス工事完了[4]
- 2008年（平成20年）8月27日 - 教室に扇風機設置[4]
- 2010年（平成22年）11月19日 - 開校30周年記念式典[4]
- 2011年（平成23年）1月30日 - 体育館耐震補強工事完了[4]
- 2012年（平成24年）8月31日 - 校舎耐震補強工事完了[4]
- 2012年（平成24年）9月27日 - 技術科棟耐震補強工事完了[4]
- 2020年（令和2年）11月13日 - 開校40周年記念式典[4]

## 部活動
運動部
- 男子バスケ部
- ソフトテニス部
- 女子バレー部
- 女子卓球部（男・女）
- 剣道部
- 陸上部
- 野球部
- サッカー部
- 女子バスケ部

文化部
- 吹奏楽部
- 美術部
- 伝統文化部

## 行事
- 新入生歓迎会（4月）
- 対面式（4月）
- 体育祭（5月）
- 2年生修学旅行（7月）
- 校内合唱祭、生徒会選挙（10月）
- 樫の木祭（11月）
- 3年生を送る会、卒業式（3月）

## 委員会

### 生徒会専門委員会
- 学級
- 美化

- 図書
- 給食

- 放送
- 保健

- 緑化
- 体育

•福祉　　

### 実行委員会
- 選挙管理
- 合唱祭

- 樫の木祭
- 3年生を送る会

## 歴代校長
- 初代 - 奥山圓準
- 2代目 - 清水隆雄
- 3代目 - 野村甚三郎
- 4代目 - 仲躬直
- 5代目 - 浅井重昭
- 6代目 - 木村源作
- 7代目 - 杉山忠三
- 8代目 - 神田織文
- 9代目 - 新井孝次
- 10代目 - 白根文博
- 11代目 - 小谷野健史
- 12代目 - 小川一信
- 13代目 - 髙橋洋治

## 通学区域
通学区は、川越市内の岸町一丁目、扇河岸、砂、上新河岸、下新河岸、牛子、南田島、泉町の各町・大字となっている。

## アクセス
- 東武鉄道東武東上線「新河岸駅」下車 徒歩15分[3]
- 東武東上線・JR川越線「川越駅」下車 徒歩25分[3]
- JR川越線南古谷駅下車 徒歩25分[3]

## 近隣中学校
- 城南中学校
- 高階中学校
- 東中学校
- 南古谷中学校